# جک باور
جک باور یا جک بائر (به انگلیسی: Jack Bauer) قهرمان و شخصیت اصلی سریال ۲۴ است که در سال‌های ۲۰۰۱ تا ۲۰۱۴ توسط کیفر ساترلند در این سریال نقش آفرینی شده‌است، او در نقش یک مأمور ویژهٔ واحد سی‌تی‌یو به دولت آمریکا خدمت می‌کرد. صداپیشه وی در دوبله فارسی بهرام زند است.

## ایفای نقش

### فصل ۱
در این فصل جک با همسرش تری و دخترش کیم زندگی می‌کند و علی‌رغم رابطهٔ بد میان همسر و دخترش زندگی خوبی دارد.در اپیزود اول جک توسط واحد CTU احضار می‌شود تا از خطر حمله تروریستی به جان نامزد ریاست جمهوری دیوید پالمر جلوگیری کند، در اپیزود اول دخترش کیم از خانه فرار می‌کند و همسرش تری در پی او می‌رود و طی این جریانات تری نیز همانند کیم توسط عوامل تروریستی ربوده می‌شود.جک در این فصل به هیچ کس نمی‌تواند اعتماد کند و فساد آن چنان زیاد است که به نظر می‌رسد از هر دو نفر یک نفر جاسوس تروریست هاست، در پایان این فصل همسر جک توسط نینا مایرز که جک تصور می‌کرد قابل اعتمادترین فرد است کشته می‌شود و جک درصدد انتقام بر می‌آید.

### فصل ۲
در این فصل جک تصمیم گرفته‌است کارش را رها کند اما با درخواست رئیس جمهور ایالات متحده آمریکا دیوید پالمر به کارش باز می‌گردد و می‌خواهد از خطر حمله تروریستی هسته‌ای برخی اعراب جلوگیری کند.همچنین در این فصل اتفاقاتی برای دختر جک(کیم باور) نیز می‌افتد.و در نهایت جک موفق خواهد شد و بمب را مهار میکند و مانند همیشه موفق به خنثی کردن بمب میشود.

### فصل ۳
در این فصل جک برای عملیاتی به مکزیک می‌رود و همچنین دخترش را برای کار به واحد ضدتروریست CTU آورده است، در اواخر فصل تروریست‌ها موفق می‌شوند ویروسی را وارد خاک آمریکا و ایالت کالیفرنیا کنند و کسانی در یک هتل را هم مبتلا می‌کنند ولی در آخر جک موفق به مهاراین جریانات می‌شود و همه توسط جک و واحد ضد تروریست CTUدستگیر میشوند.

### فصل ۴
در این فصل پس از ماه‌ها کار در وزارت دفاع جک با دختر وزیر دفاع آمریکا آدری رینز رابطه عاشقانه برقرار می‌کند، در اپیزود اول آدری و پدرش (وزیر دفاع) توسط تروریست‌ها ربوده می‌شود که جک موفق به نجاتشان می‌شود، پس از تلاش‌هایی که می‌کند جک می‌تواند تروریست خطرناک عرب حبیب مروان را بکشد و خطر حمله هسته‌ای به شهر لس آنجلس را مهار کند در آخر این فصل به دلیل حمله جک به سفارت چین (البته برای گرفتن و بازجویی از شخصی چینی که از مروان خبر داشت) مرگ جک را بازسازی می‌کنند.

### فصل ۵
در این فصل جک در جریان کمک به دوستانش است و تروریست‌ها و عوامل فساد دولت آمریکا ماجرای ترور دیوید پالمر رئیس‌جمهور سابق را به گردن جک می‌اندازند و در این جریانات جک موفق به کشف قاتل واقعی که رئیس‌جمهور چارلز لوگان است می‌شود و در جریان عملیات سری واحد CTU موفق به گرفتن مدرک و برکنار کردن لوگان می‌شود، در آخر فصل جک به دست چینی‌ها (که از فصل چهارم از جک کینه داشتند) می‌افتد.

### فصل ۶
در این فصل وین پالمر برادر دیوید پالمر و دوست جک رئیس‌جمهور شده‌است و با مذاکره با مقامات چینی جک را تحویل می‌گیرد و می‌خواهد او را به شخصی به نام ابوفاید بدهد و ابوفاید در عوض مکان تروریستی را لو دهد، در جریاناتی جک از دست فاید فرار می‌کند و معلوم می‌شود که تروریست اصلی خود فاید است و این را به واحد CTU اطلاع می‌دهد، جک در این فصل در جریان عملیات محافظت از تروریستی که اطلاعات خوبی برای دستگیری فاید داشت مجبور می‌شود دوست خود کرتیس را بکشد و به علاوه عملیات‌هایی به دست جک انجام می‌شود که برخی از آنان موفق و برخی ناموفق می‌شوند، در آخر فصل جک متوجه می‌شود که آدری رینز معشوقه‌اش به دست چینی‌ها افتاده است و موفق به نجاتش می‌شود اما آدری به برخی مشکلات روانی دچار شده و جک که خود را مقصر می‌داند تصمیم به ترک کردن آدری می‌گیرد.

### فداکاری
در این فیلم تلویزیونی که بین فصل ششم و هفتم ساخته شده، جک در کشوری به نام سانگالا در آفریقا زندگی می‌کند و به همراه دوستش کارل به بچه‌های بی‌سرپرست آفریقایی کمک می‌کند.هم‌زمان جنرال جوما و سرهنگ دوباکو در حال کودتا هستند و برای تشکیل ارتش خود بچه‌های بی‌سرپرست را جمع‌آوری می‌کنند.جک باید از جان این کودکان دفاع کند.کارل که دوست قدیمی جک نیز هست طی این جریانات کشته می‌شود و جک در آخر مجبور می‌شود تا برای محافظت از کودکان خود را تحویل سفارت آمریکا بدهد.جک به علت اعمال شکنجه توسط دولت آمریکا تحت تعقیب بوده‌است.

### فصل ۷
در این فصل CTU منحل شده و می خواهند جک را به علت انجام دادن عمل شکنجه مجازات کنند که یک مأمور اف‌بی‌آی به نام رنه واکر به دادگاه می‌آید و جک را برای کمک کردن در انجام عملیات به اف‌بی‌آی منتقل می‌کند در آنجا تونی را دستگیر می‌کنند ولی جک میفهمد تونی و بیوکانن و کلویی با هم کار می‌کنند و تونی جهت کسب اطلاعات وارد گروه تروریستها شده ، تونی را فراری می‌دهد و مشخص می‌شود شرکت‌های بزرگ اسلحه‌سازی پشت این وقایع هستند و تونی برای انتقام مرگ میشل می‌خواهد رئیس آن‌ها را بکشد که جک نمی‌گذارد.جک عملیات‌هایی انجام می‌دهد که طی انجام یکی از آن‌ها آلوده به گازهای سمی می‌شود که در آخر فصل با کمک دی ان ای دخترش و انجام عمل پزشکی بهبود می‌یابد.

### فصل ۸
در این فصل جک می‌خواهد با خانواده‌اش به لس‌آنجلس بازگردد که بر اثر اتفاقاتی در نیویورک می‌ماند و به انجام عملیات ضدتروریستی می‌پردازد، در اپیزودهای میانی جک رنه واکر را ملاقات می‌کند و با او رابطه احساسی برقرار می‌کند، تروریست‌ها رنه را به قتل می‌رسانند و جک درصدد انتقام بر می‌آید و اکثر کسانی را که در قتل رنه دست داشتند می‌کشد ولی در آخر به دست مقامات دولتی دستگیر می‌شود که البته در آخر به خواست رئیس‌جمهور الیسون تیلور آزاد می‌شود.

### یک روز دیگر زنده بمان
در این فصل که هشت سال پس از اتفاقات فصل قبلی اتفاق می‌افتد، جک دوباره به عنوان شخصیت اصلی حضور داردو باعث میشود جلوگیری کند از کشتن رییس جمهور که همان وزیر دفاع سناتور هلر است و در این قسمت ان را نجات میدهد بخاطر انتقام گرفتن یک زن بخاطر شوهرش که اعدام ان توسط هلر امضا شده بود.